# Lamenia onoensis
Lamenia onoensis är en insektsart som beskrevs av Metcalf 1950. Lamenia onoensis ingår i släktet Lamenia och familjen Derbidae. Inga underarter finns listade i Catalogue of Life.